# Yamanobe
Yamanobe (山辺町?) è una cittadina giapponese della prefettura di Yamagata.